# Kernosivka, Novomoskovsk
Kernosivka (în ucraineană Керносівка) este localitatea de reședință a comunei Kernosivka din raionul Novomoskovsk, regiunea Dnipropetrovsk, Ucraina.

## Demografie
Componența lingvistică a localității Kernosivka
     Ucraineană (95,65%)
     Rusă (2,74%)
Conform recensământului din 2001, majoritatea populației localității Kernosivka era vorbitoare de ucraineană (95,65%), existând în minoritate și vorbitori de rusă (2,74%).